# لوبکه برخوت
لوبکه برخوت (انگلیسی: Lobke Berkhout؛ زادهٔ ۱۱ نوامبر ۱۹۸۰) قایقران قایق بادبانی اهل پادشاهی هلند است.